# Нијепор-Делаж NiD-629
Нијепор-Делаж NiD-629 (фр. Nieuport-Delage NiD-629) је ловачки авион направљен у Француској. Авион је први пут полетео 1932. године. 

Највећа брзина у хоризонталном лету је износила 277 km/h. Практична највећа висина лета је износила 8850 метара а брзина пењања 490 метара у минути. Размах крила је био 12,00 метара а дужина 7,64 метара. Маса празног авиона је износила 1385 килограма, а нормална полетна маса 1880 kg.

## Наоружање
| Наоружање авиона: Нијепор-Делаж |          |
| Ватрено (стрељачко) наоружање   |          |
| Топ                             |          |
| Митраљез                        |          |
| Број и ознака митраљеза         | 2 Викерс |
| Калибар                         | 7,7      |
| Бомбардерско наоружање (бомбе)  |          |
| Ракетно наоружање (ракете)      |          |